# Kulturzentrum Pavillon

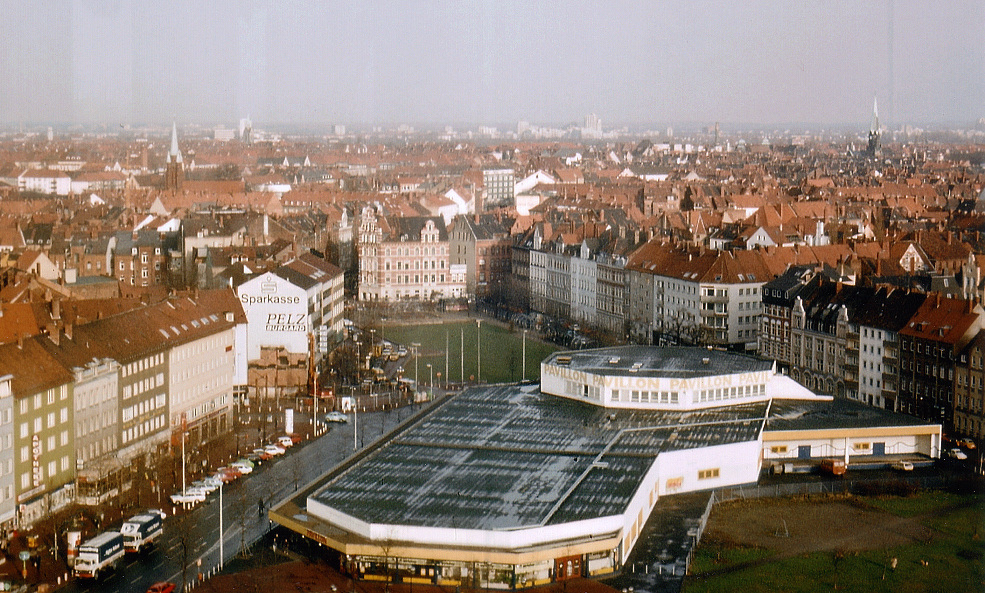
Blick auf das Kulturzentrum Pavillon und den Weißekreuzplatz, 1984

Der Pavillon in der hannoverschen Oststadt ist ein Kultur- und Kommunikationszentrum, das vom gemeinnützigen Trägerverein Bürgerinitiative Raschplatz e. V. betrieben wird. Das auch Raschplatzpavillon genannte Veranstaltungszentrum befindet sich am Weißekreuzplatz am Beginn der Lister Meile in der Nähe des Raschplatzes und des Hauptbahnhofs.

## Allgemeines

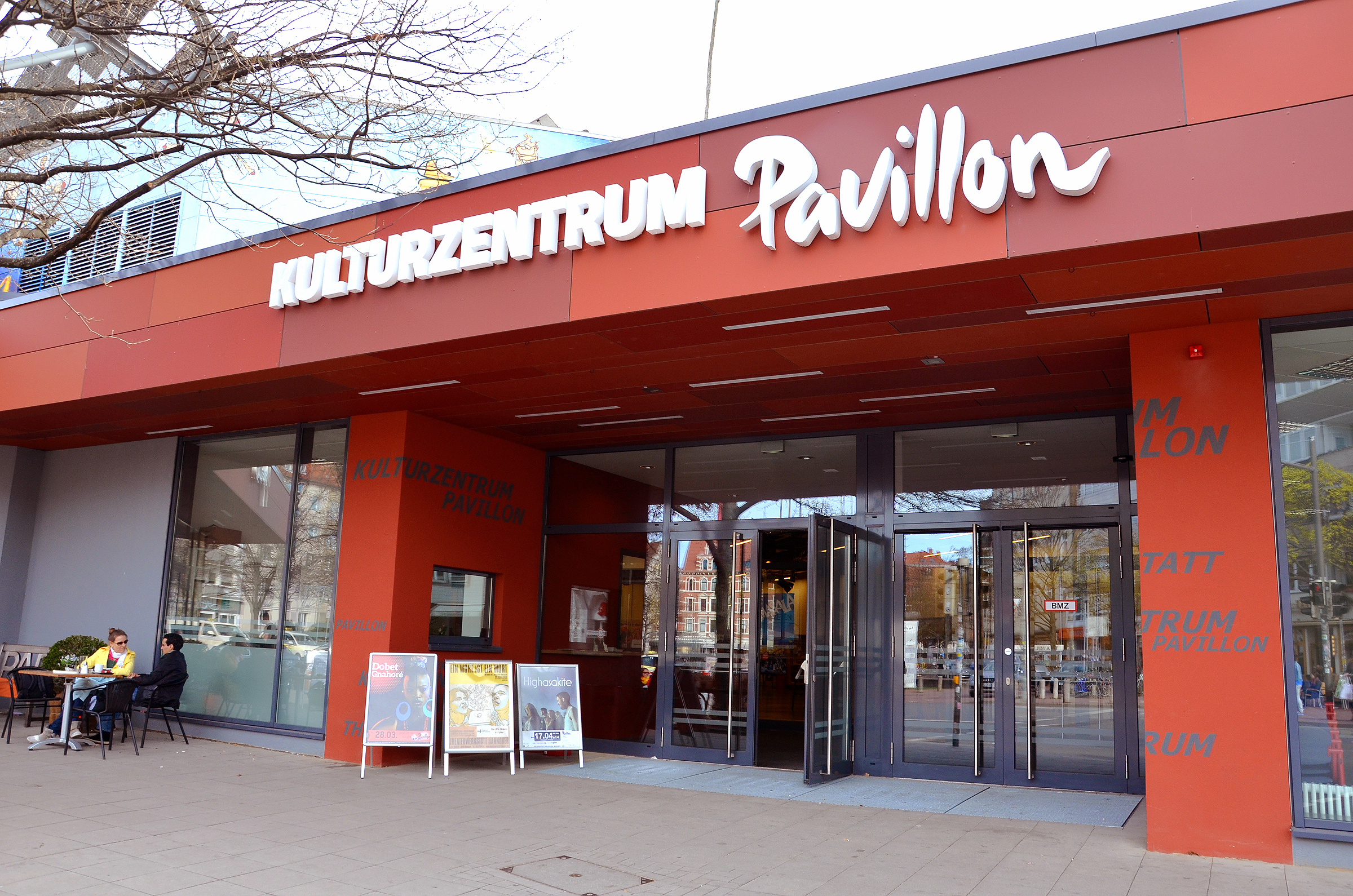
Frisch sanierter Haupteingang zum „Kulturzentrum Pavillon“ und zur Theaterwerkstatt Hannover, 2014

Im Pavillon finden seit 1977 jährlich etwa 350 öffentliche Kultur-Veranstaltungen statt. Er ist ein offenes Haus der unterschiedlichen Kulturen und organisiert beispielsweise Konzerte, Theater-, Kabarett- und Comedy-Veranstaltungen, Lesungen, Projekte, politische Debatten, Ausstellungen, Kongresse, Discos, Partys, Tanz, Filme, Seminare, Basare und Vorträge.
In den letzten Jahren wurde der Pavillon besonders durch das renommierte, jährlich organisierte Weltmusik-Festival MASALA über die Stadt hinaus bekannt. Es entwickelte sich aus den Dritte Welt-Tagen (1981) und den Afrikanischen Nächten (1985) und fand erstmals im Jahr 1995 statt.
Im Jahr 2000 zur EXPO 2000 entstand der Solar-Pavillon: Auf dem Dach wurde eine weit sichtbare Solarstromanlage mit 400 m² Fläche installiert.

## Einrichtungen

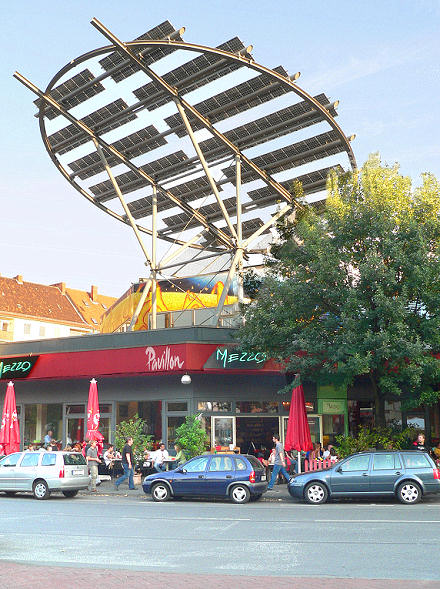
Der Pavillon mit Café Mezzo, auf dem Dach Solarstromanlage (Foto: 2006)

Im Pavillon sind folgende Einrichtungen untergebracht:
- workshop hannover e. V. – Zentrum für kreatives Gestalten (1971 gegründet)
- Oststadtbibliothek (Zweigstelle der Stadtbibliothek Hannover) mit Schwerpunkt Fremdsprachige Literatur, u. a. Gesundheits- und Familienbildung
- theaterwerkstatt hannover (von Absolventen der Hochschule für Musik und Theater Hannover 1976 gegründet)
- Kindergruppe Freche Rübe (1981 gegründet)
- Café Mezzo (seit Mitte der 1990er Jahre, Nachfolger des Café Palaver)

## Zugehörigkeiten
1979 gründete der Pavillon gemeinsam mit anderen alternativen Zentren die Bundesvereinigung soziokulturelle Zentren. 1985 schloss sich der Pavillon der Landesarbeitsgemeinschaft Soziokultur Niedersachsen (LAGS) an.

## Geschichte

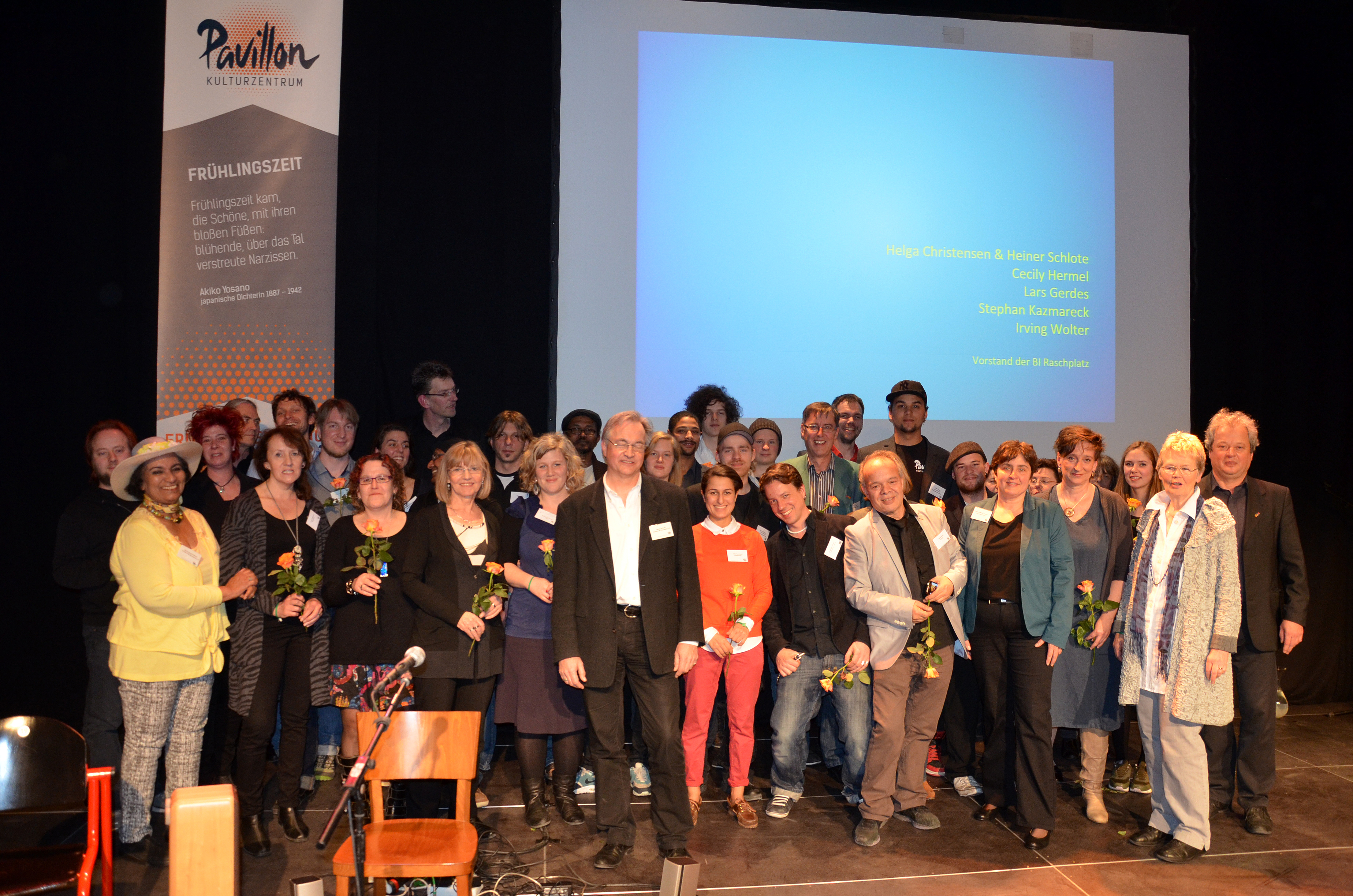
Das Team des Kulturzentrums beim Frühlingsempfang 2014

Das Gebäude wurde in den frühen 1970er Jahren als Ausweichquartier für das damalige DeFaKa (Deutsches Familien-Kaufhaus GmbH) errichtet, um während des U-Bahn-Baus und des Neubaus in der Innenstadt (zur Horten AG) den Verkauf weiterzuführen.
Ursprünglich sollte das 5000 m² große Provisorium danach wieder abgerissen werden. Der Flachdachbau wurde in Hannover bald nur noch als „Pavillon“ bezeichnet. Die hannoverschen Bürger wollten die später ungenutzten Räumlichkeiten für kulturelle und Bildungsaufgaben nutzen und gründeten 1975 die Bürgerinitiative Raschplatz e.V.
Am 1. Oktober 1977 überließ Oberstadtdirektor Rudolf Koldewey der Bürgerinitiative das Gebäude mit einem einjährigen Nutzungsvertrag, der regelmäßig verlängert wurde und mittlerweile bis Ende 2010 lief. Danach wurde ein Miet- und Zuschussvertrag über drei Jahre zu jährlich 936.000 Euro abgeschlossen.
Wegen Sanierungsarbeiten blieb der Pavillon im Jahr 2013 geschlossen. Ende Januar 2014 war der Umbau abgeschlossen.
Programmleiter für die Konzerte war fast 25 Jahre lang bis zu seinem Ruhestand 2018 Gerd Kespohl, der auch das MASALA Festival gründete. 2019 wurde Heiner Schlote zum neuen 1. Vorsitzenden der Bürgerinitiative Raschplatz e.V. gewählt. Er folgt Helga Christensen, die knapp 15 Jahre im Amt war.

## Sonstiges

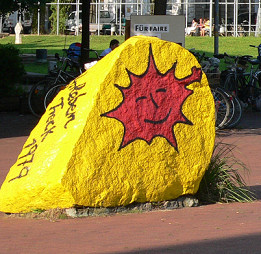
Gedenkstein gegenüber dem Pavillon, aufgestellt zum Gorleben-Treck 1979

Direkt gegenüber dem Pavillon auf dem Weißekreuzplatz liegt seit 1979 der Gorleben-Stein. Er erinnert an den Gorleben-Treck der 100.000 nach Hannover, der den damaligen Ministerpräsidenten Ernst Albrecht (CDU) zu der Aussage „Gorleben ist nicht durchsetzbar“ bewogen haben soll.

## Schriften (Auswahl)
- Barbara Wurzel (Red.), Susanne Lenger, Wilfried Pellmann, Bettina Weitzel (Mitarb.): Pavillon. Die ersten zehn Jahre. Hrsg.: Bürgerinitiative Raschplatz e. V., Hannover: Linden-Druck, [o. D., 1987]